# موريتانيا في الألعاب الأولمبية الصيفية 2012
دخلت موريتانيا المنافسة في دورة الألعاب الأولمبية الصيفية 2012 في لندن بالمملكة المتحدة، في الفترة ما بين 27 يوليو إلى 12 أغسطس 2012. وشاركت برياضيين اثنين في رياضتين وهما: سباق ال200 متر عدو وسباق ال800 متر عدو دون ان تحرز ميدالية.

## قائمة المشاركين
شاركت موريتانيا برياضيين في رياضة سباقات العدو 200 متر و800 متر على التوالي
رجال
| العداء      | الحدث   | الرقم   | الرقم   | ربع النهائي | ربع النهائي | نصف النهائي         | نصف النهائي         | النهائي             | النهائي             |
| العداء      | الحدث   | النتيجة | المرتبة | النتيجة     | المرتبة     | النتيجة             | المرتبة             | النتيجة             | المرتبة             |
| ----------- | ------- | ------- | ------- | ----------- | ----------- | ------------------- | ------------------- | ------------------- | ------------------- |
| جدو المختار | 200 متر | 22.94   | 8       | —           | —           | أقصي من الدور الأول | أقصي من الدور الأول | أقصي من الدور الأول | أقصي من الدور الأول |

النساء
| العداءة   | الحدث   | الرقم      | الرقم   | ربع النهائي | ربع النهائي | نصف النهائي          | نصف النهائي          | النهائي              | النهائي              |
| العداءة   | الحدث   | النتيجة    | المرتبة | النتيجة     | المرتبة     | النتيجة              | المرتبة              | النتيجة              | المرتبة              |
| --------- | ------- | ---------- | ------- | ----------- | ----------- | -------------------- | -------------------- | -------------------- | -------------------- |
| عائشة فال | 800 متر | 2:27.97 NR | 7       | —           | —           | أقصيت من الدور الأول | أقصيت من الدور الأول | أقصيت من الدور الأول | أقصيت من الدور الأول |

## مقالات ذات صلة
- الوطن العربي في الألعاب الأولمبية الصيفية 2012